# Sophie Oksche

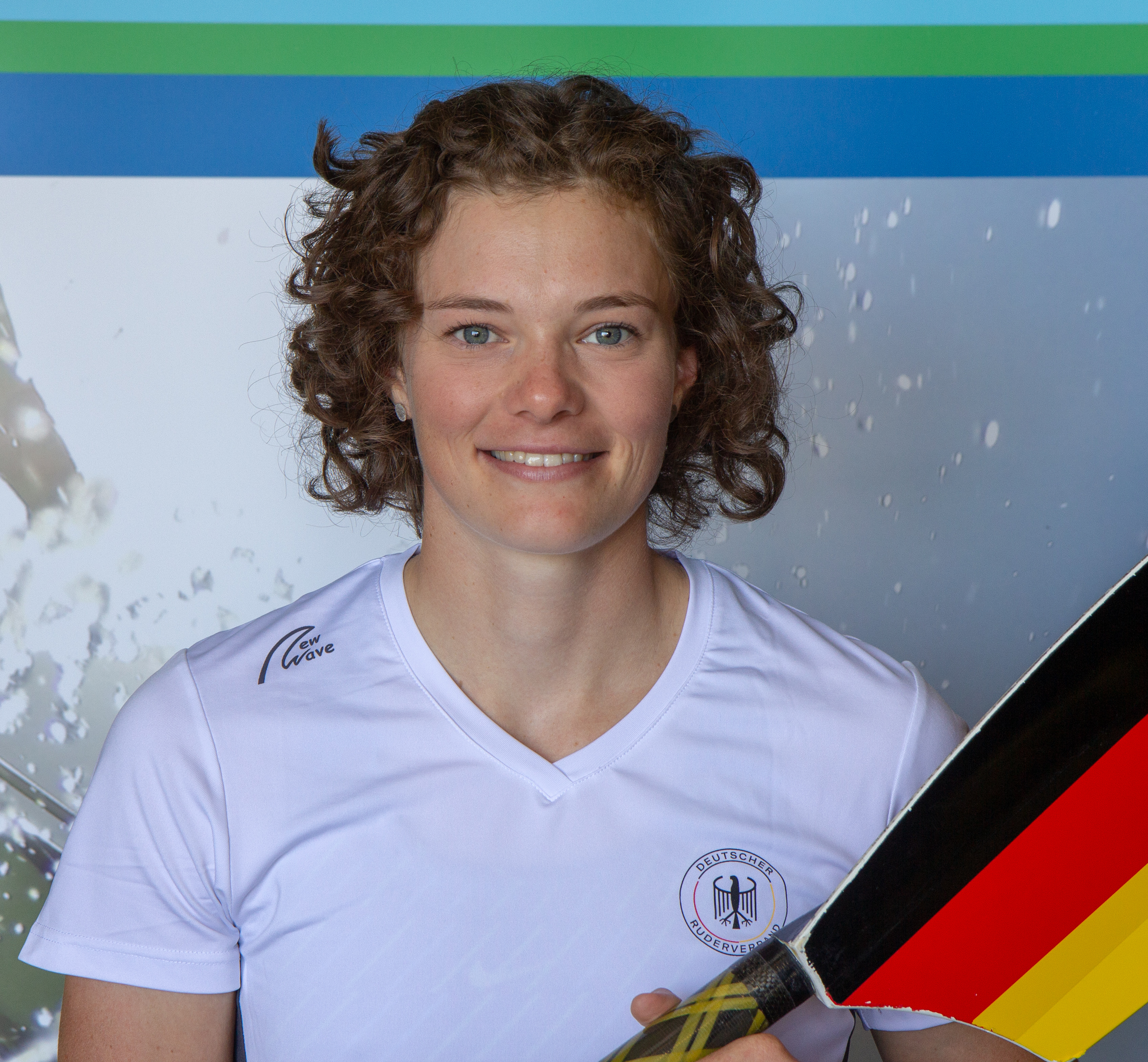
Sophie Oksche (2018)

Sophie Oksche (* 15. März 1995 in Kühbach) ist eine deutsche Ruderin. 

## Sportliche Karriere
Sophie Oksche war bei den Junioren-Weltmeisterschaften 2012 Sechste mit dem Vierer ohne Steuerfrau. Bei den Junioren-Weltmeisterschaften 2013 gewann sie in dieser Bootsklasse Bronze. 2014 ruderte sie mit dem Achter bei den U23-Weltmeisterschaften und erhielt auch hier Bronze. 2015 belegte sie zusammen mit Marisa Staelberg den sechsten Platz im Zweier ohne Steuerfrau. 2016 war sie Sechste mit dem Achter und 2017 erreichte sie den vierten Platz. 
2018 startete sie in der Erwachsenenklasse und belegte mit dem Vierer ohne Steuerfrau den sechsten Platz bei den Europameisterschaften und den zwölften Platz bei den Weltmeisterschaften. Ein Jahr später erreichte der Vierer ohne mit einem Sieg im B-Finale den siebten Platz bei den Europameisterschaften und den achten Platz bei den Weltmeisterschaften. Bei den Europameisterschaften 2020 konnte sie im Achter die Silbermedaille gewinnen, hinter den Rumäninnen.
Die 1,79 m große Sophie Oksche startet für den Donau-RC Ingolstadt. Von 2015 bis 2017 war sie mit einer Renngemeinschaft deutsche Meisterin im Achter. 2018 und 2019 waren Sophie Oksche und Alexandra Höffgen Deutsche Meisterinnen im Zweier ohne Steuerfrau.